# Handelingen van Andreas
De Handelingen van Andreas  is een apocrief geschrift van het Nieuwe Testament. De Handelingen van Andreas  vormen samen met de Handelingen van Petrus, Johannes, Tomas en Paulus de vijf oudste en bekendste apocriefe Handelingen. 
De tekst van de Handelingen van Andreas is in tientallen bewerkingen overgeleverd. Vrijwel alle daarvan bevatten slechts een deel van het verhaal. Er zijn op het vakgebied dan ook verschillende opvattingen over wat het oorspronkelijke verhaal van de handelingen bevat moet hebben. Dat heeft dan consequenties voor de reconstructie van de tekst van de handelingen. Er is een opvatting dat die oorspronkelijke tekst vooral betrekking gehad moet hebben op het martelaarschap van Andreas. De tweede opvatting is dat de oorspronkelijke tekst ook de reizen van Andreas voorafgaand aan zijn martelaarschap moet hebben bevat. De meeste moderne vertalingen gaan uit van een opvatting waarin de tekst van de handelingen vooral betrekking heeft op zijn activiteiten tijdens zijn verblijf in de Griekse stad Patras en waar hij ook gekruisigd zou zijn. 
Tot diep in de twintigste eeuw was er ook een verschil van opvatting of een tekst die bekend staat als de Handelingen van Andreas en Mattias in de stad van de antropofagen oorspronkelijk deel uitmaakte van het oorspronkelijke werk. Dat was onder meer gebaseerd op een samenvatting van het verhaal van Gregorius van Tours  (538-594) waarin beide teksten als onderdeel van een geheel werden beschouwd. Op het vakgebied van de eenentwintigste eeuw worden beide handelingen nu als afzonderlijk tot stand gekomen teksten beschouwd. 
De meest gehanteerde datering voor de oorspronkelijke tekst is eind 2e eeuw. Een minderheid aan onderzoekers stelt begin 2e eeuw voor, een andere minderheid in de tweede helft van de 3e eeuw; geen onderzoeker dateert de Handelingen van Andreas in de eerste helft van de 3e eeuw.
Er is niets met enige zekerheid te zeggen over de plaats of regio van herkomst van de tekst. De auteur noemt zichzelf ook niet. Net als in andere apocriefe handelingen legt de tekst sterk de nadruk op een gewenste levenshouding die gekenmerkt wordt door ascese. Het lichamelijke wordt negatief benaderd. Net als in bijvoorbeeld de Handelingen van Tomas weigeren vrouwen van gezagsdragers na hun bekering verdere seksuele omgang met hun echtgenoot en net als in die handelingen heeft dat uiteindelijk de marteldood van de apostel tot gevolg. 

## Essentie van de inhoud
In de tekst is in de stad Patras een praetorium, een keizerlijk hoofdkwartier van het Romeinse Rijk. De hoogste gezagsdrager is de proconsul Aegeates. In de tijd van het verblijf van Andreas arriveerde de broer van Aegeates, Stratocles, ook in Patras. Stratocles had ontslag uit militaire dienst genomen om zich te wijden aan de filosofie. Onmiddellijk na zijn aankomst wordt zijn meest geliefde dienaar gekweld door een demoon. Maximilla, de vrouw van Aegeates, weet van de gaven van Andreas en laat hem komen. Andreas weet de demoon uit te drijven. Hierna spreekt Andreas een van de meerdere toespraken uit die de handelingen bevatten. Stratocles is zodanig onder de indruk dat hij belooft voortaan een zeer vroom leven te leiden. Stratocles, Maximilla en enkele anderen worden vervolgens door Andreas gedoopt. 
In het volgende deel keert ook Aegeates na een dienstreis terug naar Patras. Na haar bekering bidt Maximilla dat zij bewaard mag blijven voor verdere seksuele omgang met haar echtgenoot Aegeates. Zij lost dat probleem op door een overeenkomst met een slavin. Deze kleedt zich op dezelfde wijze als Maximilla en gaat in haar plaats voortaan met Aegeates naar bed. Na enkele tijd stelt de slavin steeds meer eisen aan Maximilla. Zij vraagt geld, juwelen, de duurste kleding die zij ook ontvangt. Zij vertelt ook trots al deze dingen aan de overige slaven in de huishouding. 
Uiteindelijk ontdekt Aegeates het bedrog. Aanvankelijk wil hij dit stil houden en snijdt dan ook de tong van de slavin af en laat haar buiten de stad gooien. Drie andere slaven die hem het verhaal hadden verteld laat hij kruisigen. Een andere slaaf vertelt Aegeates over de aanwezigheid en activiteiten van  Andreas in Patras. Hierop gelast Aegeates de arrestatie van Andreas. In het volgende deel wordt zeer uitvoerig beschreven hoe Aegeates tracht zijn vrouw Maximilla terug te krijgen en hoe Andreas zowel in als buiten de gevangenis dat tracht te verhinderen.   
Het laatste deel beschrijft het martelaarschap van Andreas. Hij wordt opnieuw gearresteerd. Eerst wordt hij met zeven zwepen gegeseld en daarna gekruisigd. Daarbij wordt afgezien van het slaan van spijkers in zijn handen en voeten. Andreas wordt uitgerekt door hem met touwen vast te binden en daarbij zijn knieën vrij te laten in de veronderstelling dat dit zijn leiden zou verlengen. Stratocles weet dat in eerste instantie te verhinderen. Andreas geeft zich echter bij een tweede poging vrijwillig over aan de soldaten die de opdracht moeten uitvoeren. 
Vanaf het kruis houdt Andrea een toespraak van drie dagen. Op de vierde dag verzoekt het volk van Patras Aegeates Andreas van het kruis te halen. Aanvankelijk weigert hij dat maar geeft later toe. Andreas is echter zeer teleurgesteld dat hij dan niet zal sterven. Vanaf het kruis houdt hij opnieuw een lange toespraak waarin hij tot Jezus bidt niet toe te laten dat hij weer loskomt van het kruis. Uiteindelijk overlijdt hij ook aan dat kruis. 
Stratocles en Maximilla maken het lichaam van de overleden Andrea los en begraven het. Beiden willen niets meer met Aegeates te maken hebben. Aegeates pleegt uiteindelijk zelfmoord door zich van een rots te storten. Stratocles, die de erfgenaam van zijn broer is, weigert zijn bezittingen te accepteren. 